# De Vennen (Balen)
De Vennen is een deel van het natuurgebied Grote Netewoud in de Belgische gemeente Balen. Het ligt ten oosten van het gehucht Schoor in de vallei van de Grote Nete. Het gebied is Europees beschermd als onderdeel van Natura 2000-gebied 'Bovenloop van de Grote Nete met Zammelsbroek, Langdonken en Goor' (habitatrichtlijngebied BE2100040).

## Het Gebied
In 1996 begon Natuurpunt hier gronden aan te kopen binnen een gebied van in totaal 307 ha. In 2012 was bijna 70 ha aangekocht. 
Het gebied ligt tussen de Balense wijk Ongelberg, het landgoed Most, en het ontginningsdorpje Schoorheide. Naast de Grote Nete vindt men er de Kleine Hoofdgracht en de Grote Hoofdgracht, twee gegraven waterlopen die parallel aan de Grote Nete verlopen.
De Grote Nete meandert hier nog, en het water van de grachten en de Nete is van goede kwaliteit maar het slib is vervuild met zware metalen, afkomstig van de Vieille Montagne.
De Vennen is kleinschalig landschap, waar honderden percelen in te vinden zijn die als hooiland of weiland in gebruik zijn of waren. Een toenemend aantal van deze veldjes worden niet meer gebruikt. 
Nabijgelegen natuurgebieden zijn Scheps in het westen, en De Most in het noordoosten. De Vennen vormt aldus een schakel in een reeks natuurgebieden langs de Grote Nete.
Ter hoogte van F.C. Cools aan de Peer Luytendijk 4 in Balen vertrekt een wandeling van 2,7 km door het natuurgebied.

## Fauna en Flora
Tot de vissen behoren de beekprik en de serpeling. Deze zijn uiterst zeldzaam in Vlaanderen. Tot de vogels behoren waterral, ijsvogel en roerdomp. Tot de insecten kunnen oranjetip en weidebeekjuffer worden gerekend. Van de flora kan de draadrus en de slangenwortel worden genoemd.
Ook is er broekbos met elzen- en wilgenstruweel, dotterbloemrijk grasland en zijn er overgangen naar hoger gelegen, zandiger delen.

## Externe bron
- Natuurpunt